# تاداشي ناكامورا (لاعب كاراتيه)
تاداشي ناكامورا (باليابانية: 中村忠؛ بالكانا: なかむら ただし) هو لاعب كاراتيه ياباني، ولد في 22 فبراير 1942 في خولمسك في روسيا.